# Kà
KÂ es un espectáculo de Cirque du Soleil que se estrenó el 12 de octubre de 2004 y actualmente se presenta en el hotel y casino MGM Grand en Las Vegas. Lo que hace único a este espectáculo es la tecnología que se usa para los diferentes números: lo principal es una plataforma de varios metros de largo que se mueve de distintas formas (girando, vertical, horizontal, inclinada) para llevar a cabo una batalla, el mar, una montaña, etc., también los efectos que crea un proyector de gran capacidad y el tamaño del escenario. KÀ combina automatización, artes marciales, pirotecnia, proyecciones multimedia y disciplinas circenses.
El 29 de junio de 2013, la acróbata francesa Sarah Guyard-Guillot, falleció en pleno espectáculo al caer de 50 pies de altura. Fue la primera muerte en escena en toda la historia del Cirque du Soleil. Debido a esto el espectáculo fue suspendido durante más de dos semanas. KÀ volvió a escena el 16 de julio de 2013 pero prescindiendo de la escena donde ocurrió la tragedia.

## Escenario e información técnica
KÀ carece de un escenario con piso permanente; en vez de eso, dos plataformas gigantes y cinco pequeños ascensores, permanecen sobre un vacío frente a la audiencia. Un desnivel estrecho separa a la audiencia del abismo, donde el piso del escenario debería estar. Desde el nivel de la primera hilera de asientos hasta el techo hay 30 metros, y el abismo frente a la audiencia tiene una profundidad de 16 metros. Este enorme espacio es re configurado entre cada escena por los complejos movimientos de los elevadores y plataformas.
La plataforma móvil más grande del escenario, la 'Sand Cliff Deck', mide 7,6 × 15 × 1,8 m y pesa 50 toneladas. Una grúa vertical controla el ascenso de la plataforma, además de que puede hacerla rotar. Esta plataforma está equipada con luces, elevadores circulares para el acceso de los acróbatas, 80 varas de metal, que ayudan a los acróbatas a sostenerse cuando la plataforma esta en modo vertical. Además de que tiene un piso que permite la proyección de vídeo interactiva generada por computadora. 
En determinada escena, la plataforma entera se cubre con 'arena' (gránulos de corcho importados de Portugal) para recrear el efecto de la playa. Se necesitan alrededor de 350 pies cúbicos de corcho para cubrir toda la plataforma.
La segunda plataforma más grande, la nombrada 'Tatami', es una plataforma de 9,1 m × 9,1 m localizada sobre la plataforma mayor. Pesa 34 toneladas y se mueve hacia delante y atrás, además puede mover piezas grandes del escenario como la rueda de la muerte. Estas dos plataformas, pueden aparecer juntas o solas o simplemente desaparecer por completo. 
El teatro de KÀ, diseñado por el arquitecto Mark Fisher, cuenta con una capacidad de 1950 personas y está equipado con más de 4000 bocinas localizadas estratégicamente en el teatro y en la cabecera de los asientos. Los sonidos a lo largo del espectáculo pueden ser manipulados y personalizados en 16 zonas diferentes.
La proyección multimedia utiliza captura de movimiento infrarrojo y paneles sensitivos en la superficie del 'Sand Cliff Deck'. Esto permite al sistema localizar los movimientos de cada artista para hacer más reales las proyecciones conforme el acróbata. 
En el 2008, el escenario de KÀ ganó el premio Thea Award por logro técnico sobresaliente.

## Espectáculo
KÀ cuenta la historia de los gemelos imperiales, un niño y una niña cuyas armoniosas vidas se ven interrumpidas cuando un grupo de arqueros invade su hogar y son separados. Cada uno vive varias aventuras y desafíos y deberán hacer todo lo posible para unirse de nuevo y regresar a casa. El malvado líder de los arqueros desea arrebatarles el imperio, pero ellos cuentan con la ayuda de algunos amigos y hasta enemigos.
El espectáculo incorpora varios tipos de acrobacias y artes marciales entre ellas están el Wushu (en escenas de batalla), Capoeira, Poi, Bungees, Correas Aéreas y la Rueda de la Muerte.

### Personajes
- Los Gemelos
- Arqueros y Lanceros
- La Hija del Jefe Arquero
- El Consejero
- El Hijo del Consejero
- El Bufón de la Corte
- El Chico Luciérnaga
- La Niñera
- La Gente del Bosque
- La Tribu de la Montaña
- Los Valets

### Actos
- El Desfile
- La Tormenta
- El Mar
- Los Arqueros
- El Lavado a la Orilla del Mar
- El Juego de Sombras
- La Escalada
- La Tormenta de Nieve
- El Vuelo
- El Gemelo en Cautiverio
- La Gente del Bosque
- La Jaula del Esclavo
- La Secuela

- La Batalla Comienza

## Música
KÀ presenta música en vivo en los espectáculos, como es costumbre de Cirque du Soleil. Si bien la banda no es vista por la audiencia, algunos miembros de ella como guitarristas o cantantes se ven ocasionalmente en determinados actos. La música sería compuesta por Benoit Jutras, pero debido a diferencias creativas, él abandonó el espectáculo. La música de KÀ fue compuesta por René Dupéré, que ha participado en este ámbito en varios shows como Mystère o Alegría.
La banda sonora de KÀ fue lanzado el 18 de octubre de 2005. Para la banda sonora se necesitaron 57 músicos y más de 40 cantantes para los coros. La lista de canciones se puede ver a continuación:
1. O Makundé
2. Pageant
3. Koudamare
4. Storm
5. Deep
6. Shadowplay
7. Pursuit
8. Forest
9. Flight
10. Threat
11. Love Dance
12. Battlefield
13. Aftermath
14. If I Could Reach Your Heart
15. We've Been Waiting So Long
16. Reach For Me Now

- Datos: Q1987160
- Multimedia: Kà / Q1987160